# Coupe Manier
La Coupe Manier était une compétition de football créée en 1897 par M. Manier, président du Paris Star. Cette coupe nationale était réservée aux clubs n'alignant pas plus de trois joueurs étrangers (essentiellement des Anglais, installés à Paris à l'époque).

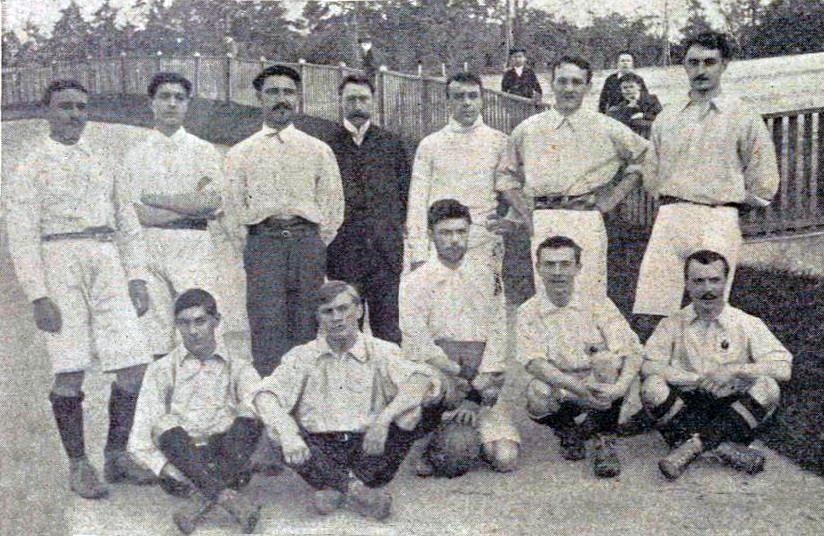
Le Gallia-Club vainqueur de la Coupe Manier 1904 (organisée le dimanche 8 novembre 1903).

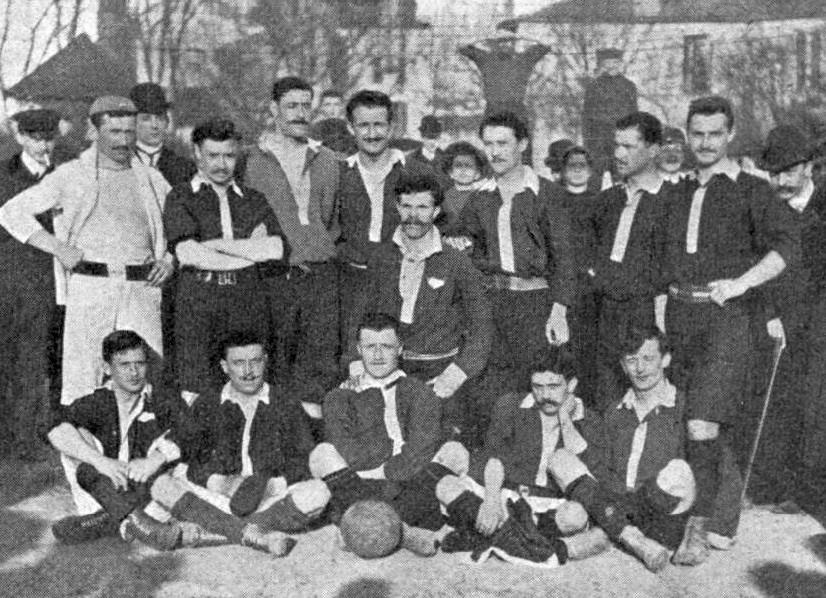
Le Football-Club de Paris vainqueur de la Coupe Manier en avril 1905.

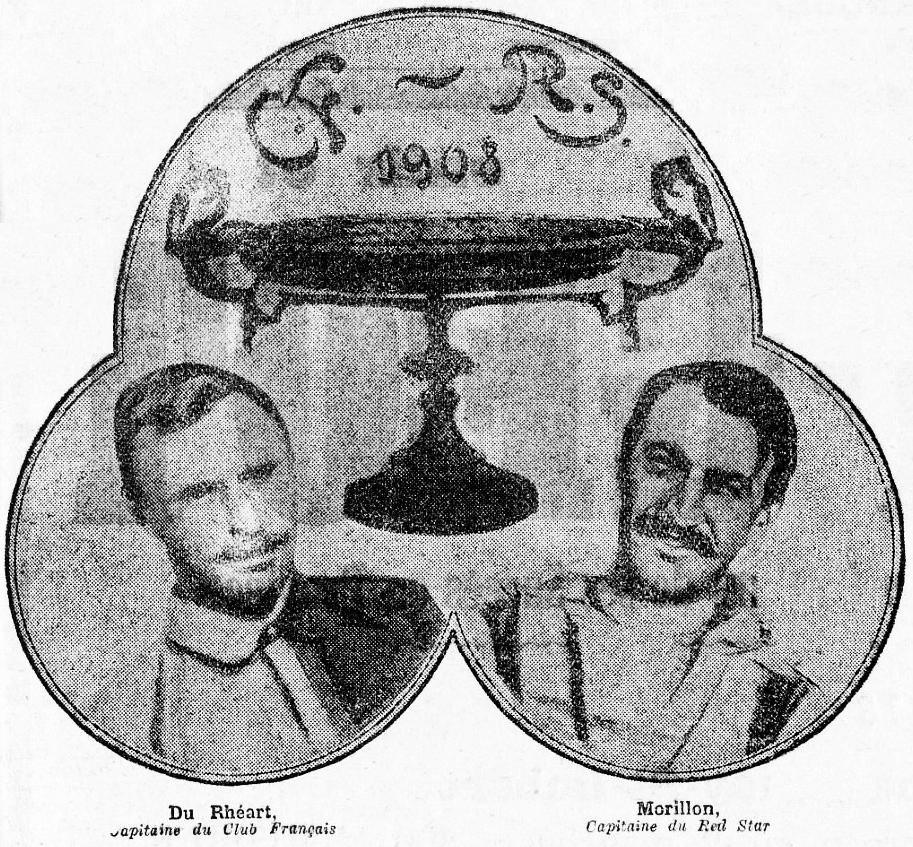
Les capitaines de la Coupe Manier 1908.

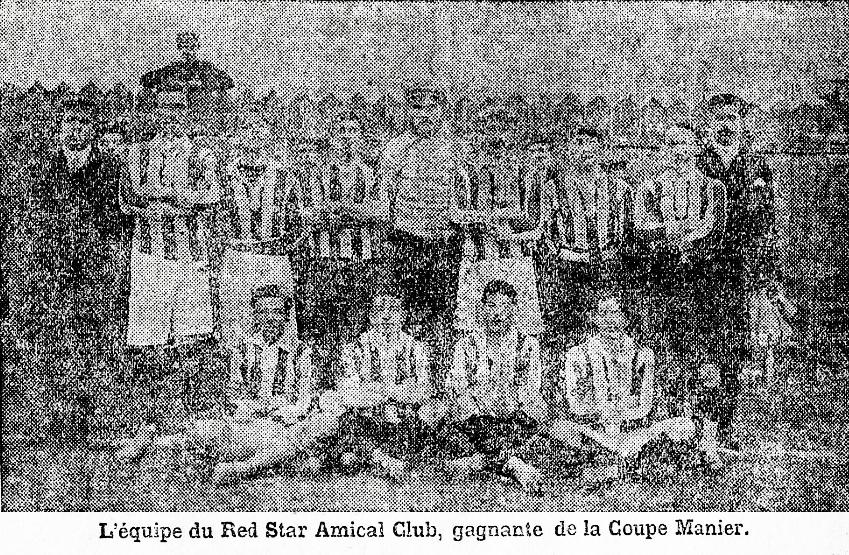
Le Red Star Amical, vainqueur de la Coupe Manier en octobre 1908.

## Palmarès
| Saison     | Vainqueur             | Score  | Finaliste             | Lieu de la finale                       |
| ---------- | --------------------- | ------ | --------------------- | --------------------------------------- |
| 1896-1897  | Club français         | 5-3 ap | Le Havre AC           | Vélodrome de Courbevoie                 |
| 1897-1898  | Club français (2)     | 10-0   | Paris Star            | Vincennes                               |
| 1898-1899  | Club français (3)     | 3-1    | RC Roubaix            | Haras de Suresnes                       |
| 1899-1900, | Club français (4)     | 6-0    | RC Roubaix            | Haras de Suresnes                       |
| 1900-1901  | Club français (5)     | 1-0    | UA 1er Arrondissement | Joinville                               |
| 1901-1902, | Nationale de St-Mandé | 3-2 ap | US Parisienne         | Stade de Charentonneau, Maisons-Alfort  |
| 1902-1903, | Club français (6)     | 7-0    | Olympique lillois     | Le Vésinet                              |
| 1903-1904, | Gallia Club Paris     | 3-2 ap | FC Paris              | Piste municipale, Vincennes             |
| 1904-1905, | FC Paris (2)          | 5-2    | Gallia Club Paris     | Joinville                               |
| 1905-1906  | FC Paris (3)          | -      | -                     | -                                       |
| 1906-1907  | CA Paris (4)          | -      | -                     | -                                       |
| 1907-1908  | AS Française          | -      | -                     | -                                       |
| 1908-1909  | Red Star              | 7-2    | Club français         | Stade de Charentonneau, Maisons-Alfort, |
| 1909-1910, | CA XIVe               | 2-1    | Stade français        | Stade de Charentonneau, Maisons-Alfort  |
| 1910-1911  | US Clichy             | -      | -                     | -                                       |

## Tableau d'honneur
| Rang | Club                                        | Nombre de titres | Années                             |
| ---- | ------------------------------------------- | ---------------- | ---------------------------------- |
| 1    | Club français                               | 6                | 1897, 1898, 1899, 1900, 1901, 1903 |
| 2    | Nationale de St-Mandé / FC Paris / CA Paris | 4                | 1902, 1905, 1906, 1907             |
| 3    | AS Française                                | 1                | 1908                               |
| -    | CA XIVe                                     | 1                | 1910                               |
| -    | Gallia Club Paris                           | 1                | 1903                               |
| -    | Red Star                                    | 1                | 1909                               |
| -    | US Clichy                                   | 1                | 1911                               |

## Sources
- « Histoire  du  Football  en  France », sur francefoot, 22 novembre 2008 (consulté le 1er novembre 2009)
- Pierre Denaunay, Jacques De Ryswick, Jean Cornu et Dominique Vermand, 100 ans de football en France, Paris, Atlas, juillet 1989, 376 p. (ISBN 2-7312-0743-4)
- Coupe Manier 1898